# Józef Kubica (leśnik)
Józef Jan Kubica (ur. 7 marca 1958 w Bielsku-Białej) – polski polityk i leśnik. Działacz Suwerennej Polski Zbigniewa Ziobry, radny sejmiku województwa śląskiego (od 2015). W latach 2021–2024 dyrektor generalny Lasów Państwowych.

## Życiorys
Absolwent leśnictwa na Akademii Rolniczej w Poznaniu (1978). Pracę zawodową rozpoczął na stanowisku stażysty w Nadleśnictwie Świerklaniec, a następnie zajmując kolejno stanowiska: podleśniczego i leśniczego pracował w Nadleśnictwie Brynek. Od 1 marca 2017 roku rozpoczął ponownie pracę w Nadleśnictwie Świerklaniec na stanowisku inżyniera nadzoru.
Od maja 2020 roku kierował pracami Regionalnej Dyrekcji Lasów Państwowych w Katowicach. W kwietniu 2021 roku został pełniącym obowiązki dyrektora generalnego Lasów Państwowych.
Koordynator okręgowy Solidarnej Polski. W wyborach samorządowych w 2014 roku bezskutecznie ubiegał się z listy Prawa i Sprawiedliwości o mandat radnego sejmiku województwa śląskiego. W 2015 roku został radnym wojewódzkim w miejsce Barbary Dziuk, która zdobyła mandat poselski. Mandat uzyskał ponownie w wyborach w 2018 roku. W 2019 bez powodzenia starał się o mandat posła do Europarlamentu z list PIS. W wyborach parlamentarnych w 2023 roku bezskutecznie kandydował do Sejmu z list PiS z okręgu nr 29 otrzymując 2 678 głosów.
9 stycznia 2024 Sejmik Województwa Śląskiego wyraził zgodę na zwolnienie Kubicy ze stanowiska dyrektora generalnego Lasów Państwowych.
Kontrowersje wywołała we wrześniu 2023 roku jego wypowiedź dotycząca działaczy na rzecz ochrony środowiska, których nazwał eko-idiotami oraz publiczna agitacja wyborcza na rzecz Prawa i Sprawiedliwości podczas pełnienia obowiązków Dyrektora Lasów Państwowych. W styczniu 2024 roku został odwołany z tego stanowiska.
25 lutego 2025 roku został zatrzymany przez funkcjonariuszy CBA na polecenie Prokuratury Krajowej, w związku z śledztwem dotyczącym fikcyjnego zatrudnienia Dariusza Mateckiego w Lasach Państwowych.

## Życie prywatne
Żonaty. Mieszka w Tarnowskich Górach.

## Odznaczenia
- Krzyż Kawalerski Orderu Odrodzenia Polski (2021[13][14])